# Siegmund Mainka
Siegmund (Siggi) Mainka (* 4. Juli 1968 in Zabrze) ist ein deutscher Behindertensportler. Sein größter Erfolg war der Sieg im Segelwettbewerb im Dreier Kielboot bei den Sommer-Paralympics 2008.

## Leben
Sigmund Manka wurde im schlesischen Zabrze, dem ehemals deutschen Hindenburg geboren. In seiner Jugend übte er die Sportarten Judo, Ringen und Gewichtheben aus. Im Alter von 18 Jahren wurden ihm nach einem Unfall beide Beine am Oberschenkel amputiert.
Nach seinem Unfall begann er sich sportlich mit Rollstuhlbasketball zu betätigen. Als sich seine Sportgruppe auflöste, spielte er Rollstuhlbadminton beim integrativen Sportverein SVB Reken. Im Badminton ist er mehrfacher deutscher Meister im Einzel, Mixed und Doppel. Über Badminton und die Mannschaftssportart Rudern kam er ab 2006 zum Segeln. Im Team ist er Vorschoter. Er startet für den Yachtclub Berlin-Grünau.
2012 wurde er mit dem Silbernen Lorbeerblatt für seine Erfolge geehrt.
Er lebt seit 1995 in Borken und ist von Beruf Industriekaufmann. Er ist verheiratet und hat eine Tochter.
Aktuell segelt er für den Yachtclub Möhnesee auf einer J/70.

## Erfolge
Seit den Sommer-Paralympics 2000 ist im Segeln das Dreier Kielboot der Bootsklasse Sonar ein Wettbewerb. Bei den Paralympischen Spielen in Peking 2008 gewann Mainka im Team mit Jens Kroker und Robert Prem die Goldmedaille und vier Jahre später im selben Team in London die Silbermedaille.
Bei den Paralympischen Sommerspielen 2016 in Rio de Janeiro erreichte er mit seinen Mitseglern (Lasse Klötzing und Jens Kroker) den sechsten Platz in der Gesamtwertung.